# Halfgesloten klinker
Een halfgesloten klinker of gesloten-mid klinker is een klinker waarvan de articulatie wordt gekenmerkt door het feit dat de tong zich ten opzichte van het verhemelte ongeveer op twee derde van de afstand tussen een gesloten klinker en een middenklinker bevindt. In het Internationaal Fonetisch Alfabet worden de volgende zes halfgesloten klinkers onderscheiden:
- ongeronde halfgesloten voorste klinker [e]?
- geronde halfgesloten voorste klinker [ø]?
- ongeronde halfgesloten centrale klinker [ɘ]?
- geronde halfgesloten centrale klinker [ɵ]?
- ongeronde halfgesloten achterste klinker [ɤ]?
- geronde halfgesloten achterste klinker [o]?